# Italiens administrativa indelning

Italiens regioner och provinser.

Italiens administrativa indelning är baserad på 20 regioner, 107 provinser och 7 896 kommuner (2024). Större självstyre har de fem regionerna Valle d’Aosta, Trentino-Alto Adige, Friuli-Venezia Giulia, Sicilien och Sardinien. Av provinserna är 14 storstadsregioner och 6 är fria kommunala konsortium.

## Regioner
I 1948 års konstitution garanterades Italiens regioner (italienska: singularis regione, pluralis regioni) ett visst självstyre. Fem regioner har av historiska skäl särskild status med större självstyre. Dessa fem är Friuli-Venezia Giulia, Sardinien, Sicilien, Trentino-Alto Adige och Valle d’Aosta. Trentino-Alto Adige har två huvudstäder, en för Trentino-delen (provinsen Trento) (där man talar italienska) och en för provinsen Bolzano (där man talar tyska). Varje region har ett direktvalt parlament och en Giunta Regionale (regionregering) som leds av en president. Regionregeringen måste avgå om den inte har regionparlamentets förtroende.
Regional självständighet har under senare år debatterats i den italienska politiken. Vissa självständighetspartier har dykt upp, såsom Lega Nord.
| Vapen | Region                                                   | Huvudstad         |
| ----- | -------------------------------------------------------- | ----------------- |
|       | 1. Abruzzo (tidigare Norr-Abruzzi)                       | L’Aquila          |
|       | 2. Valle d’Aosta, Val d’Aoste (Aostadalen)               | Aosta (Aoste)     |
|       | 3. Puglia (Apulien)                                      | Bari              |
|       | 4. Basilicata                                            | Potenza           |
|       | 5. Calabria (Kalabrien)                                  | Catanzaro         |
|       | 6. Campania (Kampanien)                                  | Napoli (Neapel)   |
|       | 7. Emilia-Romagna                                        | Bologna           |
|       | 8. Friuli-Venezia Giulia (Friulien och Juliska Venetien) | Trieste           |
|       | 9. Lazio (ibland Latium)                                 | Roma (Rom)        |
|       | 10. Liguria (Ligurien)                                   | Genova (Genua)    |
|       | 11. Lombardia (Lombardiet)                               | Milano            |
|       | 12. Marche (ibland Markerna)                             | Ancona            |
|       | 13. Molise (tidigare Söder-Abruzzi)                      | Campobasso        |
|       | 14. Piemonte                                             | Torino (Turin)    |
|       | 15. Sardegna (Sardinien)                                 | Cagliari          |
|       | 16. Sicilia (Sicilien)                                   | Palermo           |
|       | 17. Trentino-Alto Adige (Trentino-Sydtyrolen)            | Trento            |
|       | 18. Toscana (Toskana)                                    | Firenze (Florens) |
|       | 19. Umbria (Umbrien)                                     | Perugia           |
|       | 20. Veneto (Venetien)                                    | Venezia (Venedig) |

## Provinser
I Italien är provinsen (provincia) en administrativ enhet. En provins består av flera kommuner (singularis comune, pluralis comuni), och en region består vanligen av flera provinser. Provinserna Sydtyrolen och Trento är så kallade autonoma provinser. Det menas med att de har samma lagstiftningsbefogenheter som regioner och är inte underordnade regionen de ingår i, nämligen regionen Trentino-Alto Adige.
2004 fanns det 103 provinser i Italien. 2005 har det bildats fyra nya provinser på Sardinien och därmed blev de 107 stycken. Ytterligare tre nya provinser bildades 2009, vilket resulterade i totalt 110 provinser. År 2016 slogs två provinser på Sardinien ihop till en ny provins och en av provinserna på ön inkorporerades i en annan vilket resulterade i att det fanns 107 provinser kvar.
På Sicilien blev alla provinser ersatta av fria kommunala konsortium 2013. Den 3 april 2014 gav Italiens deputeradekammare sitt slutgiltiga godkännande av lagen n.56 / 2014, vilket innebär att de italienska provinserna omvandlas till "institutionella organ på de andra administrativa nivån" och upprättandet av 10 speciella storstadsregioner. Senare tillkom ytterligare 4 sådana städer. Omorganisationen av de italienska provinserna sattes i verket i januari 2015.
Nedan följer en lista över provinserna med dess huvudorter inom parentes. Regionernas huvudstäder står i fet stil.

### Abruzzo
1. Chieti (Chieti)
2. L’Aquila (L’Aquila)
3. Pescara (Pescara)
4. Teramo (Teramo)

### Aostadalen
1. Aostadalen (Aosta)

### Apulien
1. Bari (Bari) (storstadsregion)
2. Barletta-Andria-Trani (Barletta, Andria och Trani)
3. Brindisi (Brindisi)
4. Foggia (Foggia)
5. Lecce (Lecce)
6. Taranto (Taranto)

### Basilicata
1. Matera (Matera)
2. Potenza (Potenza)

### Emilia-Romagna
1. Bologna (Bologna) (storstadsregion)
2. Ferrara (Ferrara)
3. Forlì-Cesena (Forlì)
4. Modena (Modena)
5. Parma (Parma)
6. Piacenza (Piacenza)
7. Ravenna (Ravenna)
8. Reggio Emilia (Reggio nell'Emilia)
9. Rimini (Rimini)

### Friuli-Venezia Giulia
1. Gorizia (Gorizia)
2. Pordenone (Pordenone)
3. Trieste (Trieste)
4. Udine (Udine)

### Kalabrien
1. Catanzaro (Catanzaro)
2. Cosenza (Cosenza)
3. Crotone (Crotone)
4. Reggio Calabria (Reggio Calabria) (storstadsregion)
5. Vibo Valentia (Vibo Valentia)

### Kampanien
1. Avellino (Avellino)
2. Benevento (Benevento)
3. Caserta (Caserta)
4. Neapel (Neapel) (storstadsregion)
5. Salerno (Salerno)

### Lazio/Latium
1. Frosinone (Frosinone)
2. Latina (Latina)
3. Rieti (Rieti)
4. Rom (Rom) (storstadsregion)
5. Viterbo (Viterbo)

### Ligurien
1. Genua (Genua) (storstadsregion)
2. Imperia (Imperia)
3. La Spezia (La Spezia)
4. Savona (Savona)

### Lombardiet
1. Bergamo (Bergamo)
2. Brescia (Brescia)
3. Como (Como)
4. Cremona (Cremona)
5. Lecco (Lecco)
6. Lodi (Lodi)
7. Mantua (Mantua)
8. Milano (Milano) (storstadsregion)
9. Monza e Brianza (Monza)
10. Pavia (Pavia)
11. Sondrio (Sondrio)
12. Varese (Varese)

### Marche
1. Ancona (Ancona)
2. Ascoli Piceno (Ascoli Piceno)
3. Fermo (Fermo)
4. Macerata (Macerata)
5. Pesaro e Urbino (Pesaro)

### Molise
1. Campobasso (Campobasso)
2. Isernia (Isernia)

### Piemonte
1. Alessandria (Alessandria)
2. Asti (Asti)
3. Biella (Biella)
4. Cuneo (Cuneo)
5. Novara (Novara)
6. Turin (Turin) (storstadsregion)
7. Verbano Cusio Ossola (Verbania)
8. Vercelli (Vercelli)

### Sardinien
1. Cagliari (Cagliari) (storstadsregion)
2. Nuoro (Nuoro)
3. Oristano (Oristano)
4. Sassari (Sassari)
5. Sydsardinien (Carbonia)

### Sicilien
1. Agrigento (Agrigento) (fri kommunal konsortium)
2. Caltanissetta (Caltanissetta) (fri kommunal konsortium)
3. Catania (Catania) (storstadsregion)
4. Enna (Enna) (fri kommunal konsortium)
5. Messina (Messina) (storstadsregion)
6. Palermo (Palermo) (storstadsregion)
7. Ragusa (Ragusa) (fri kommunal konsortium)
8. Siracusa (Syrakusa) (fri kommunal konsortium)
9. Trapani (Trapani) (fri kommunal konsortium)

### Toscana
1. Arezzo (Arezzo)
2. Florens (Florens) (storstadsregion)
3. Grosseto (Grosseto)
4. Livorno (Livorno)
5. Lucca (Lucca)
6. Massa-Carrara (Massa)
7. Pisa (Pisa)
8. Pistoia (Pistoia)
9. Prato (Prato)
10. Siena (Siena)

### Trentino-Alto Adige
1. Sydtyrolen (Bolzano)
2. Trento (Trento)

### Umbrien
1. Perugia (Perugia)
2. Terni (Terni)

### Veneto
1. Belluno (Belluno)
2. Padova (Padua)
3. Rovigo (Rovigo)
4. Treviso (Treviso)
5. Venedig (Venedig) (storstadsregion)
6. Verona (Verona)
7. Vicenza (Vicenza)

## Kommuner
Kommunen är den minsta administrativa enheten i Italien. Det finns 7 978 italienska kommuner (2017).